# Eltham, Victoria
Eltham är en del av en befolkad plats i Australien. Den ligger i kommunen Nillumbik och delstaten Victoria, omkring 19 kilometer nordost om delstatshuvudstaden Melbourne. Antalet invånare är 18 162.
Runt Eltham är det mycket tätbefolkat, med 1 056 invånare per kvadratkilometer.. Närmaste större samhälle är Melbourne, omkring 19 kilometer sydväst om Eltham. 
I omgivningarna runt Eltham växer i huvudsak städsegrön lövskog. Genomsnittlig årsnederbörd är 1 244 millimeter. Den regnigaste månaden är juli, med i genomsnitt 140 mm nederbörd, och den torraste är januari, med 49 mm nederbörd.